# República de Uhtua
La República de Uhtua o de Carelia Oriental (finlandés: Uhtuan tasavalta) fue un Estado no reconocido fundado por fineses. Proclamado el 21 de marzo de 1919, incluía cinco vólost en el uyezd de Kemsky, en la Gubérniya de Arcángel (actual República de Carelia). Su capital era Uhtua (actual Kalevala). Tras la guerra civil finlandesa, la Guardia Blanca dio apoyo militar a los fineses étnicos de Uhtua y Vuokkiniemi para enfrentar al régimen bolchevique. Gobernada inicialmente por un Comité, el 21 de julio se estableció un gobierno provisional y el 14 de noviembre un gobierno formal, convocándose un Congreso para el 21 de marzo de 1920. Ocho días después se aprobaba su bandera oficial, pero el 18 de mayo el Ejército Rojo ocupaba Uhtua y el gobierno huía a Vuokkiniemi. El 8 de junio formaban una región soviética autónoma que sería base de la República Socialista Soviética Autónoma de Carelia (fundada el 25 de julio de 1923). El 14 de octubre se firmaba el Tratado de Tartu entre Finlandia y Rusia. Pero como Helsinki no abandono sus pretensiones territoriales sobre Carelia, promoviendo la sublevación del 6 de noviembre de 1921 (parte de las heimosodat, «guerras de los pueblos hermanos», en que los el gobierno finlandés intento establecer su dominio sobre regiones pobladas por finlandeses étnicos entre 1918 y 1922). Las guerrillas finlandesas y la Guardia Blanca acabarían derrotadas y sus últimas unidades expulsadas de territorio ruso el 21 de marzo de 1922. Finalmente, el 1 de junio se firmaba un tratado que garantizaría la paz hasta la Guerra de Invierno.